# Cenizate
Cenizate község Spanyolországban, Albacete tartományban. Lakosainak száma 1160 fő (2024).

## Földrajza
Cenizate Navas de Jorquera, Villamalea, Fuentealbilla, Golosalvo, Mahora és Ledaña községekkel határos.

## Népesség
A település lakosságának változását az alábbi diagram mutatja:
| Lakosok száma | 1115 | 1174 | 1268 | 1330 | 1307 | 1176 | 1204 | 1181 | 1186 | 1160 |
|               | 2001 | 2004 | 2006 | 2009 | 2011 | 2014 | 2016 | 2019 | 2021 | 2024 |